# Crissey (Saona e Loira)
Crissey è un comune francese di 2 511 abitanti situato nel dipartimento della Saona e Loira nella regione della Borgogna-Franca Contea.

## Società

### Evoluzione demografica
Abitanti censiti